# Juventudes Etíopes del Littorio
Las Juventudes Etíopes del Littorio (en italiano: Gioventù Etiopica del Littorio, abreviado GEL) fue una organización juvenil fascista en Etiopía.

## Historia
Poco después de la conquista italiana de Etiopía, miles de escolares se organizaron en las GEL. A través de las GEL se creó un programa de almuerzo gratuito para niños. Las GEL tenían sus propios uniformes. Se fundaron en 1936 y siguieron el modelo de las Gioventù Italiana del Littorio (el ala juvenil del Partido Nacional Fascista) y las Juventudes Árabes del Littorio en Libia. Sin embargo, las GEL (más tarde rebautizado como 'Juventudes Indígenas del Littorio', Gioventù Indigena del Littorio en 1940, después de la introducción de las leyes de segregación racial en julio de 1938) nunca se incorporó como tal en la organización madre italiana.
El 24 de mayo de 1937, un contingente de las GEL desfilaron por Roma en relación con el vigésimo aniversario de la entrada italiana en la Primera Guerra Mundial. La unidad de las GEL cantó una canción especialmente compuesta en honor de Il Duce, Benito Mussolini.
La organización se disolvió por orden de Roma después de una breve existencia.